# Diana Lennon
Diana Rosemary Lennon ONZM (* 3. Oktober 1949; † 15. Mai 2018) war eine neuseeländische Medizinerin und Hochschullehrerin. Sie war eine der ersten Professorinnen für Pädiatrie in Neuseeland und setzte sich für die Prävention und Kontrolle von Rheumatischem Fieber ein.

## Leben und Werk
Lennon schloss 1972 ihr Studium mit einem Bachelor of Medicine und Bachelor of Surgery an der University of Otago mit dem TWJ Johnson Prize in Clinical Medicine ab und erhielt 1978 den Fellow des Royal Australasian College of Physicians (FRACP) in Pädiatrie. 1978 trat sie ihre erste Forschungsstelle an der University of Auckland an, gefolgt von einer Weiterbildung in pädiatrischen Infektionskrankheiten Von 1979 bis 1981 studierte sie Krankheiten an der University of California, Los Angeles. 1982 wurde sie zur Senior Lecturer mit einer Teilzeitstelle als spezialisierte Kinderärztin beim Auckland Hospital Board ernannt. 1991 wurde sie zur außerordentlichen Professorin und 1996 zur Professorin befördert.
Sie war Mitglied zahlreicher Ausschüsse innerhalb und außerhalb der Universität. Sie war eine Spezialistin für pädiatrische Infektionskrankheiten und war viele Jahre lang im klinischen Dienst im Princess Mary Hospital tätig. Anschließend war sie im Starship Hospital und im Middlemore Hospital in Auckland tätig und leistete landesweit Beratungsdienste.
Sie veröffentlichte 265 Arbeiten, davon 192 Zeitschriftenartikel, und mehrere Bücher und Buchkapitel.

## Einsatz gegen Infektionskrankheiten
Ihre Arbeit sorgte für die Einführung eines Impfstoffs gegen Haemophilus influenzae Typ B zur Vorbeugung einer bakteriellen Meningitis und war entscheidend für die Bemühungen, den Meningokokken-A-Ausbruch in den 1980er Jahren einzudämmen. Sie spielte eine führende Rolle bei der Bekämpfung der anhaltenden Meningokokken-B-Epidemie in den 1990er bis 2000er Jahren, arbeitete auf nationaler und internationaler Ebene an der Entwicklung eines Impfstoffs und organisierte und leitete dann klinische Studien, die 2004/2005 im Massenimpfprogramm MeNZB Todesfälle und Behinderungen aufgrund einer Meningokokken-Erkrankung reduzierten. Sie war an der Forschung zu invasiven Erkrankungen durch Staphylococcus aureus, Osteomyelitis und Hautsepsis beteiligt und war Teil einer Kooperationsgruppe, die darauf abzielte, die Belastung durch Atemwegserkrankungen in Süd-Auckland zu verringern. 1991 machte sie mit ihrem öffentlichen Vortrag Health in the Ghetto auf die enormen Ungleichheiten in der Kindergesundheit aufmerksam.

## Prävention und Kontrolle von rheumatischem Fieber
Lennon setzte sich sowohl auf nationaler als auch auf globaler Ebene für die Prävention und Kontrolle von rheumatischem Fieber ein. In den 1980er Jahren half sie bei der Entwicklung des regionalen Registers für rheumatisches Fieber in Auckland, das zur Bereitstellung einer kostenlosen intramuskulären Behandlung mit Benzathin-Penicillin führte und die Wiederholungsraten von rheumatischem Fieber in der Region Auckland erheblich senkte. 2006 war sie Co-Hauptautorin der ersten evidenzbasierten Richtlinie Neuseelands für die Diagnose und Behandlung von rheumatischem Fieber. Sie war an der Entwicklung diagnostischer Kriterien für Gebiete mit hoher Inzidenz beteiligt.
Sie initiierte und leitete die randomisierte kontrollierte Studie zur Primärprävention von rheumatischem Fieber mit Schulprogrammen gegen Halsschmerzen. Sie konnte die damalige Regierung davon überzeugen, in das Programm zur Vorbeugung von rheumatischem Fieber zu investieren, was 2012 zu den dem „Better Public Service“ und zu einer Reduzierung der rheumatischen Fieberraten führte.
Ihre Arbeit zum Thema rheumatisches Fieber führte zu einer weltweiten Interessenvertretung mit internationalen Kooperationspartnern, um die Auswirkungen dieser Krankheit zu verringern, sowohl durch die Bereitstellung von Penicillin-Prophylaxe als auch durch die Entwicklung von Impfstoffen. Sie war Mitunterzeichnerin des Kommuniqués von Addis Abeba aus dem Jahr 2015 zur Ausrottung rheumatischer Herzkrankheiten in Afrika.
In dem 2017 online veröffentlichten Artikel im Pediatric Infectious Disease Journal erläuterte Lennon, dass die Behandlung zur Vorbeugung von rheumatischem Fieber bei Kindern bisher aus Studien an Erwachsenen der amerikanischen Streitkräfte abgeleitet wurde. Sie leitete die Forschung unter Verwendung gesammelter Daten, die zwischen 2010 und 2016 den Zugang zur Behandlung von Halsschmerzen für mehr als 25.000 Kinder pro Jahr in 61 Grundschulen im Süden Aucklands ermöglichte. In der Studie konnte ihr Team zum ersten Mal zeigen, dass das erste Auftreten von akutem rheumatischem Fieber in einem gemeinschaftlichen Umfeld und durch den Einsatz von oralem Amoxicillin vermeidbar ist.

## Unterstützung von Kollegen auf den Pazifikinseln
Sie unterstützte Kollegen auf den Pazifikinseln, insbesondere auf den Cookinseln, Fidschi, Samoa, Tonga und Vanuatu. Sie unterstützte und besuchte Konferenzen der Pasifika Medical Association, ermöglichte Schulungsmöglichkeiten und beriet zu Strategien zur Bekämpfung von rheumatischem Fieber und Infektionskrankheiten. Sie unterstützte Kollegen in Samoa und Tonga bei der Entwicklung und Stärkung ihrer Dienste für rheumatisches Fieber. Sie setzte sich erfolgreich für Ausbildungsstellen für samoanische Registrare in Neuseeland ein und betreute Doktoranden aus dem pazifischen Raum.

## Ehrungen (Auswahl)
- 1992: Plunket-Frau des Jahres
- 1994: Fellow der Infectious Diseases Society of America
- 2005: Offizier des New Zealand Order of Merit[3]
- 2008: Dame-Joan-Metge-Medaille[4]
- 2015: Outstanding Kidz First Achievement Silver
- 2017: 150 Women in 150 Words der Royal Society Te Apārangi